# Ferjani Bel Haj Ammar
Ferjani Bel Haj Ammar (arabe : الفرجاني بالحاج عمار), né le 5 janvier 1916 à Tunis et mort en 2000 à Tunis, est un syndicaliste et homme politique tunisien.

## Carrière professionnelle
Il interrompt ses études primaires pour travailler comme serveur dans un café du quartier tunisois de Bab Jedid, propriété de sa famille.
Il figure ensuite parmi les fondateurs du syndicalisme patronal tunisien, contribuant à la naissance de la Fédération des artisans et des petits métiers en mars 1945, organisation proche des communistes tunisiens, qu'il quitte avec d'autres en mai 1946 en protestation « contre son approbation de la décision du gouvernement français concernant la représentation de ses ressortissants résidant en Tunisie au parlement français ».
Un nouveau syndicat patronal, appelé Union tunisienne des artisans et commerçants, est fondé à l'issue d'un congrès tenu les 16 et 17 janvier 1947 ; il en devient secrétaire général, poste qu'il garde après le changement du nom du syndicat, devenu Union tunisienne de l'industrie, du commerce et de l'artisanat (UTICA).
En octobre 1958, il est nommé membre du premier conseil d'administration de la Banque centrale de Tunisie.
Il est écarté de l'UTICA en 1964 pour ses opinions hostiles à la politique économique socialiste menée par le gouvernement à cette époque ; il y revient sur instruction du président Habib Bourguiba en 1971 et reste son président jusqu'en juillet 1988. Il est alors remplacé par Hédi Djilani.

## Carrière politique
Ferjani Bel Haj Ammar adhère au Néo-Destour puis devient membre de son sixième bureau politique sous la présidence de Habib Thameur à la fin des années 1930. Ministre de l'Économie du 15 avril 1956 au 29 juillet 1957, il est nommé membre du bureau politique lors du congrès de Sousse en 1959, puis confirmé lors des congrès suivants. Il préside le congrès du parti, devenu le Parti socialiste destourien, qui se déroule à Monastir en octobre 1971. Il en est directeur du 31 octobre 1972 au 5 juin 1973.
Il est par ailleurs élu en 1956 comme membre de l'assemblée constituante avant d'être élu à l'Assemblée nationale en 1959 puis réélu en 1964, 1969, 1974 et 1979.

## Responsable de presse
Grâce à sa position à la tête de l'UTICA, il lance plusieurs magazines et journaux, parmi lesquels :
- Tunisie économique, magazine de l'UTICA dont le premier numéro est publié en octobre 1958 ;
- Guide économique tunisien, magazine annuel de l'UTICA dont le premier numéro est publié en 1964 ;
- Al Bayane, un hebdomadaire généraliste dont le premier numéro est publié le 14 novembre 1977 ;
- Arrissala, une brochure mensuelle irrégulière publiée entre novembre 1985 et juin 1988.